# ناحیه کچهی
کچهی یکی از ناحیه‌های پاکستان در ایالت بلوچستان است. ناحیه کچهی ۲۳۷٬۰۳۰ نفر جمعیت دارد.